# Samos
För andra betydelser, se Samos (olika betydelser).
Samos (grekiska: Σάμος) är en grekisk ö i Egeiska havet, tillhörande regionen Nordegeiska öarna. Den är en av landets största och bördigaste öar och ligger vid Mindre Asiens västra kust, söder om Chios, norr om Patmos och Dodekaneserna (Tolvöarna), och väster om udden Mykale (nu Samsun dağı i Turkiet), från vilken den åtskiljs genom ett knappt 2 kilometer brett sund. Ön är 478 km² stor och har 44 100 invånare.
Ön var under den förhistoriska tiden en mäktig stat, speciellt under tyrannen Polykrates hov. När han regerade byggdes bland annat Eupalinos tunnel. Under samma tid föddes Pythagoras, upphovsmannen till Pythagoras sats, på ön. Han har sedermera givit namn åt Pythagorion, en stad som ligger på ön. Dess historia har emellanåt varit krigisk med olika styren och flera sammandrabbningar, tills den i samband med Balkankrigen år 1912 blev en del av Grekland.

## Geografi och klimat

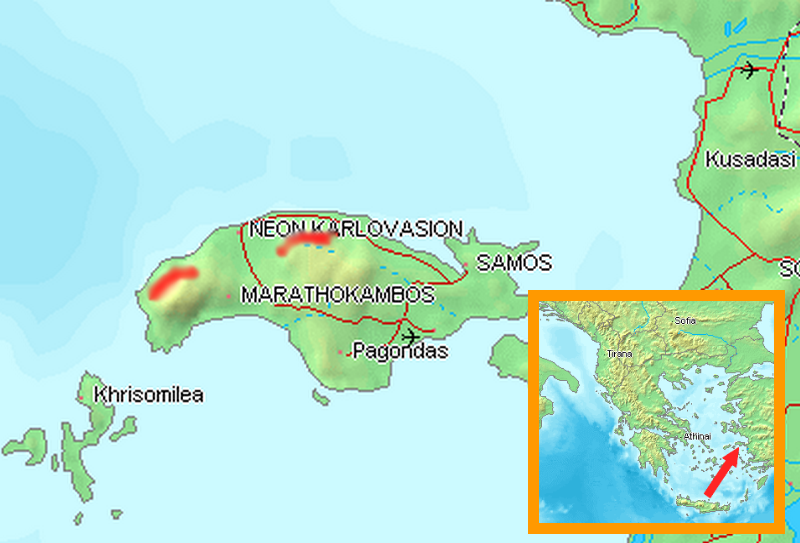
Karta över Samos

Samos tillhör de östegeiska öarna, och ligger således i det Egeiska havet, i den östra delen. Den är en av de grekiska öar som är belägna närmast Turkiet; ön åtskiljs från det turkiska fastlandet av det omkring två kilometer breda Samossundet. Under förhistorisk tid satt Samos ihop med Mindre Asien. Längden på ön är ungefär 43,45 km och bredden är som mest 22,53 km, och arean är 478 km². Arean inkluderar omgivande vatten samt öar som hör till ön: Prassonisi, Daskalio, Diapori, Makronisos, Strogillo, Kasonisi, Aghios Nikolaos, Petrokaravo, Samioupoula och Aghios Ioannis. Ön består övervägande av metamorfa bergarter, bland annat marmor. Den är i öster och väster genomdragen av en bergskedja (i forntiden kallad Ampelos), och består av många berg. Samos har stora nivåskillnader, och är som bergigast i dess mitt, där berget Kerkis (eller Kerketeus) med sin högsta topp Viggla sträcker sig 1 434 meter över havet. Det finns teorier om att öns namn kommer från det feniciska ordet för hög, sama, på grund av berget.
På båda sidor om denna bergskedja, som är en fortsättning på Mykale, utbreder sig vidsträckta slättmarker samt pinjeskogar. Kustzonen växlar mellan klippor och sandstränder. Jorden är fruktbar, och det finns fler träd än vad som är vanligt på grekiska öar, bland annat stora mängder cypressträd som bidrar till att hålla marken fuktig. Framför allt den södra delen är fruktbar, beroende på rena källor och vattendrag. Samos har många små vikar med tillhörande stränder, stränderna är ofta av klapperstenar. Ofta ligger hotellen och tavernorna nära stränderna.
Samos klimat är varmt och fuktigt. Det finns en smärre temperaturskillnad mellan öns olika delar, emedan den norra delen generellt sett har ett svalare klimat än de södra och östra delarna.
Den forna huvudstaden, med samma namn som ön och med borgen Astypalaia och mäktiga hamnanläggningar, låg på sydöstra kusten. Nära staden reste sig ett stort Heratempel, Heraion, som har grävts ut i flera etapper, bland annat av Theodor Wiegand 1910. Den nuvarande huvudstaden Vathy ligger på öns östra del, vid en vik som skär in norrifrån. Förutom Vathy finns två hamnorter, Pythagorion och Karlovasi. Öns chora ligger nordväst om Pythagorion.

### Städer
Öns huvudstad, Vathy, även kallad för Samos, ligger i Vathybukten på öns norra sida. Staden har ungefär 6 000 invånare, av vilka de flesta bor i en del som kallas Ano Vathy ("höga staden"), som ligger utspritt över en bergssluttning. Den andra delen heter Kato-Vathy ("låga staden"). Staden övertog titeln som huvudstad på 1830-talet från öns chora. Staden har öns viktigaste hamn och är det viktigaste affärscentrumet. På stadens strandpromenad, som heter Themistokleus Sofouli, uppkallad efter den kände grekiske politikern Themistoklis Sophoulis, ligger en kyrka som heter Ecclesia Catolica, som fram till 1974 hyste nunnor av vilka de flesta kom från Frankrike. I staden finns ett arkeologiskt museum, där bland annat världens största kourosstaty, som är nästan fem meter hög, finns. Kyrkliga bysantinska museet finns även i staden, och påstås ha en liten bit av Jesu kors inlagt i en av sina klenoder. I samma museum finns pergament från 1200-talet.
Karlovasi (Καρλόβασι) är en stad med 9 590 invånare (2001). De flesta färjor som kommer till ön anländer även i staden, som före andra världskriget exporterade lädervaror och därigenom var en viktig industristad. Staden är uppdelad i fyra delar; Paleo är den äldsta stadsdelen, som ligger över stadens hamnkvarter, som kallas Limani. Centralt i staden ligger stadsdelen Meson, och den nyaste stadsdelen heter Neo ("ny"), och uppfördes på 1920- och 30-talet. Nära staden finns de så kallade Potami-vattenfallen, i vilka man kan bada. Utanför staden ligger Samos äldsta kapell, Metamorfosis Sotiros.

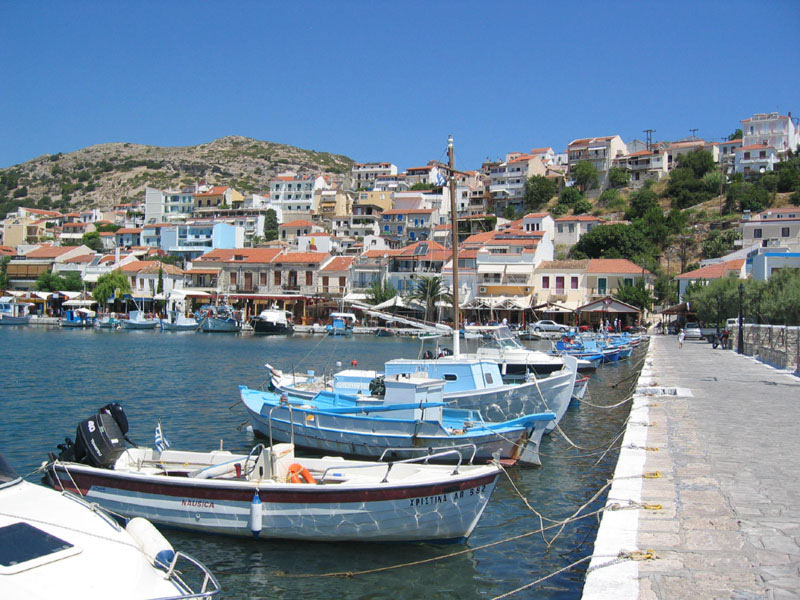
Pythagorion, på Samos sydöstra kust.

Staden Pythagorion (Πυθαγόρειο) ligger på öns sydöstra del, och har ungefär 1 500 invånare. Den är huvudstad i kommunen med samma namn, som har 9 000 invånare. Med 164,662 km² är kommunen den största på ön. Stadens bebyggelse ligger till största del runt stadens hamn. Den stad som under antiken kallades Samos tros ligga i dagens Pythagorion. Hustaken är i regel tegelbeklädda till skillnad från många andra städer, vilket beror på Turkiets kulturella inblandning i staden. I staden föddes både Aristarchos och Pythagoras. Förklarelsekyrkan ligger i staden, vid vilken ruinerna av en antik kristen basilika ligger, som tros härstamma från 400- eller 500-talet. I staden ligger även Logothetis-borgen, som var en viktig byggnad under befrielsekriget på 1820-talet. Det har spekulerats i att den borgruin som finns i staden var Polykrates borg. Ruinen är dock inte är tillgänglig för allmänheten.
Kokkari (Κοκκάρι), ett gammalt fiskeläge, ligger längs den norra kusten, 10 kilometer väster om Vathy, och ligger i en halvcirkel runt stadens hamn. Vattnet i hamnen ramas in av omgivande höjder. Kokkari huserar många charterfaciliteter. På bergshöjderna i öns centrala delar finns flera mindre bergsbyar. Vourliotes (Βουρλιώτες) ligger på 320 meters höjd på bergssidan till ett 1 025 meter högt berg, Profeten Elias berg. I byn ligger klostret Moni Vrondianis, öns äldsta kloster som byggdes vid 1500-talet mitt. Manolates (Μανωλάτες, näktergalarnas by), ligger 350 meter över havet en bit från Vourliotes. 12 km upp i bergen från Vathy låg under antiken Hissia, där i dag Mytilini (Μυτιληνιοί) ligger. Hissa var enligt arkeologiska fynd ett matriarkatsamhälle. I dag finns i den nuvarande staden ett paleontologiskt museum som innehåller över 13 miljoner år gamla urtidsdjursskelett, såsom gaseller, antiloper och hästar. Efter den paleontologiska upptäckten, som gjordes av tyskar 1917, har utgrävningar kontinuerligt genomförts.

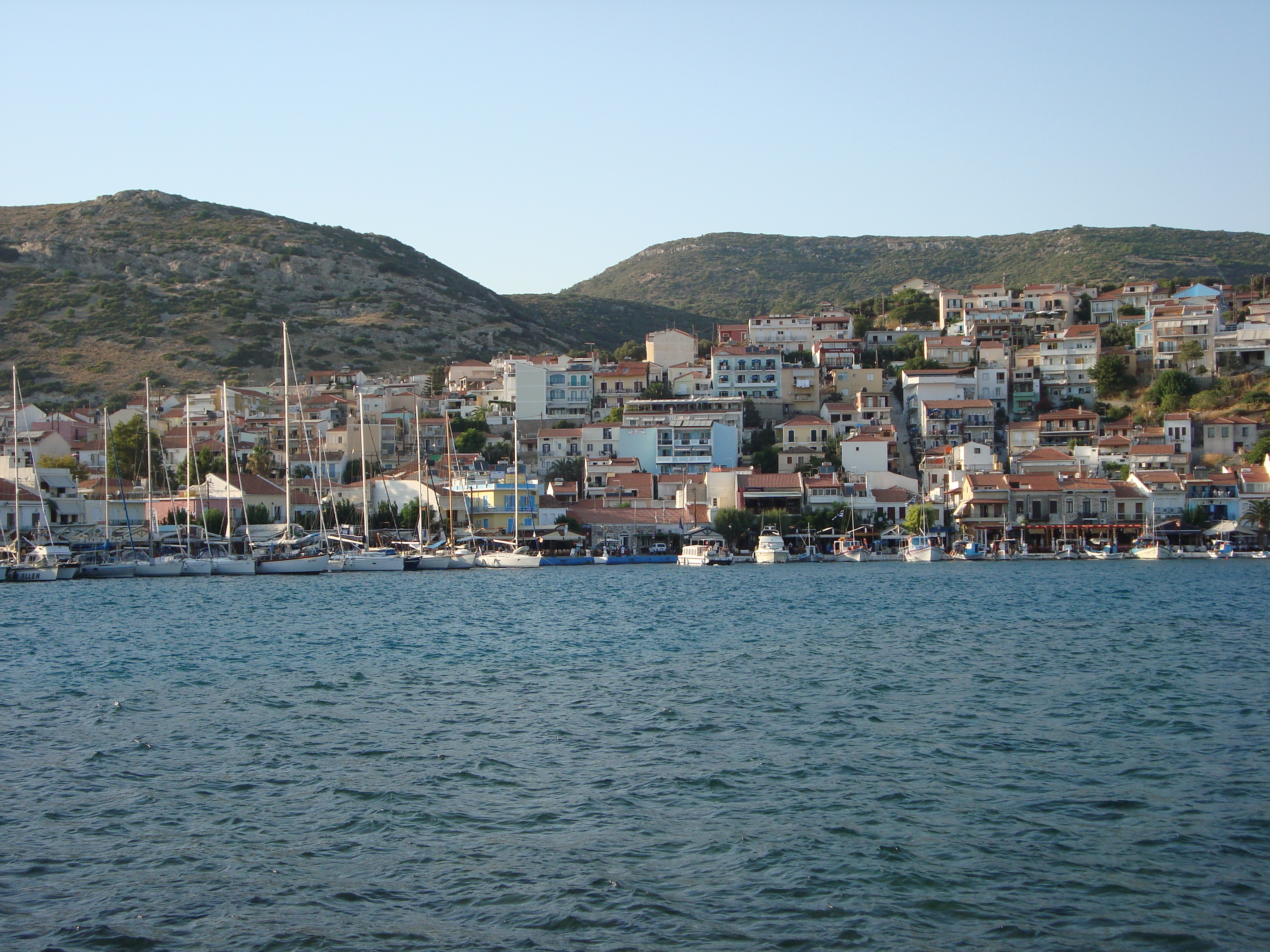
Pythagorions hamn
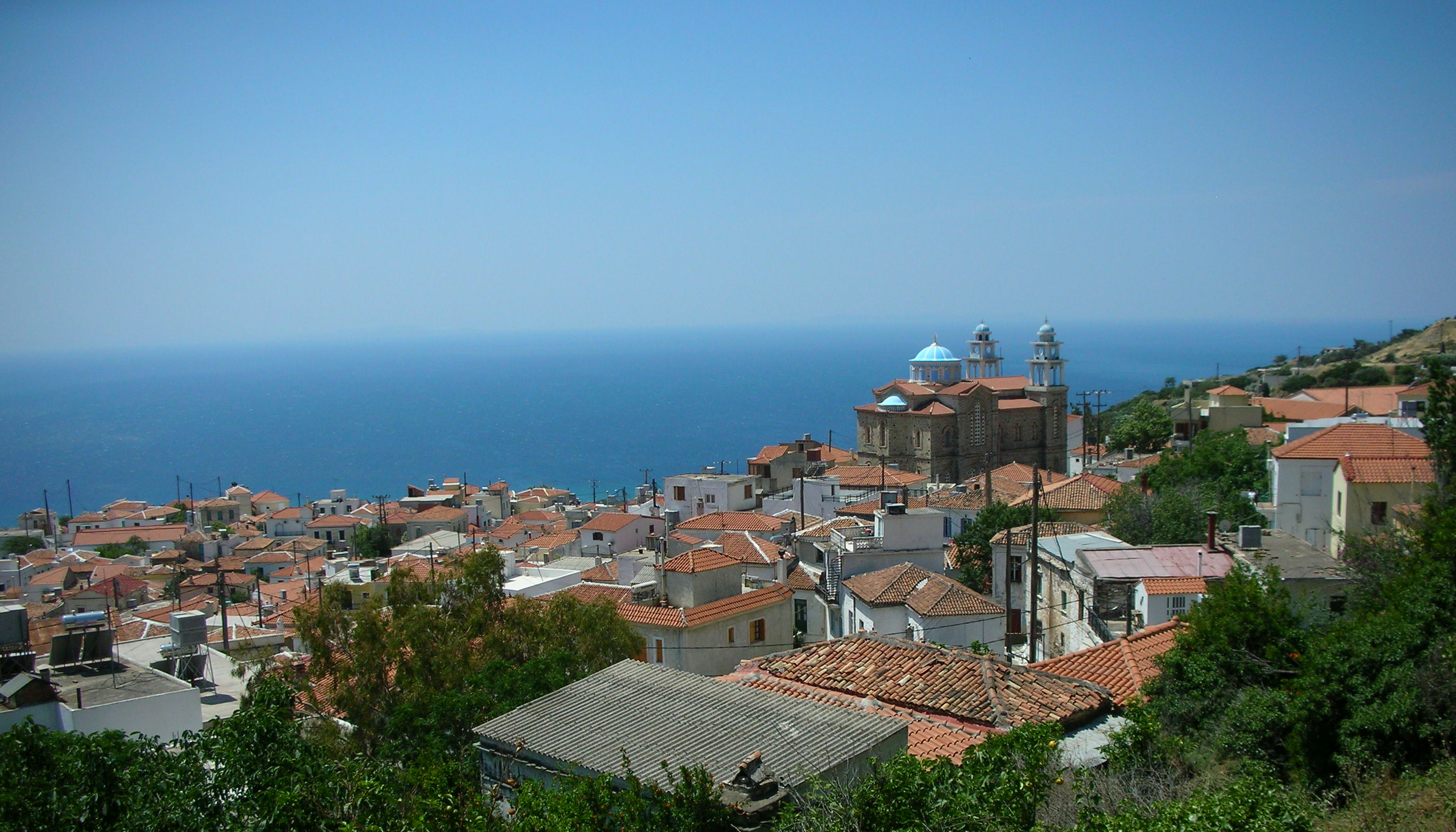
Marathokambos
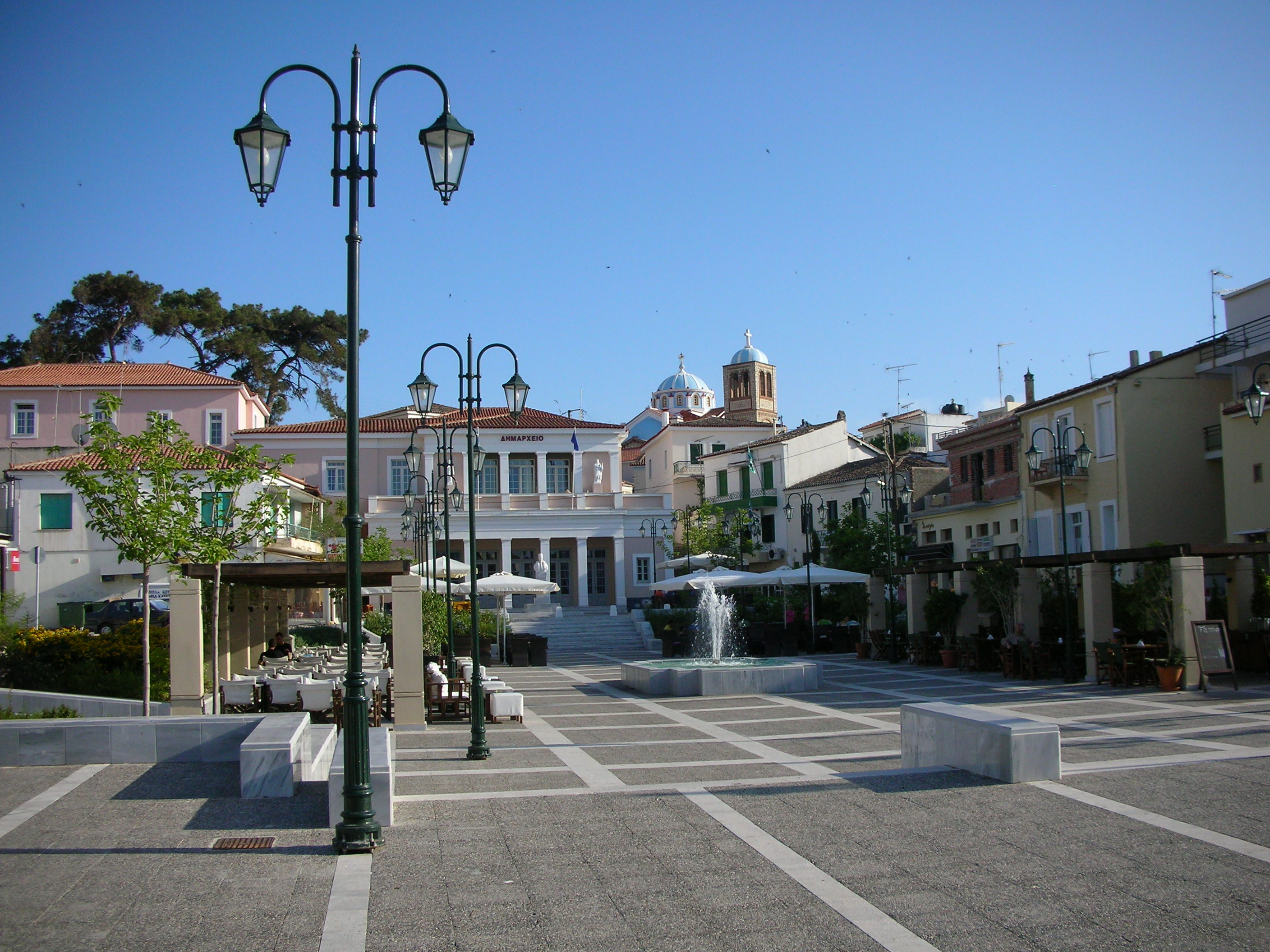
Karlovasi
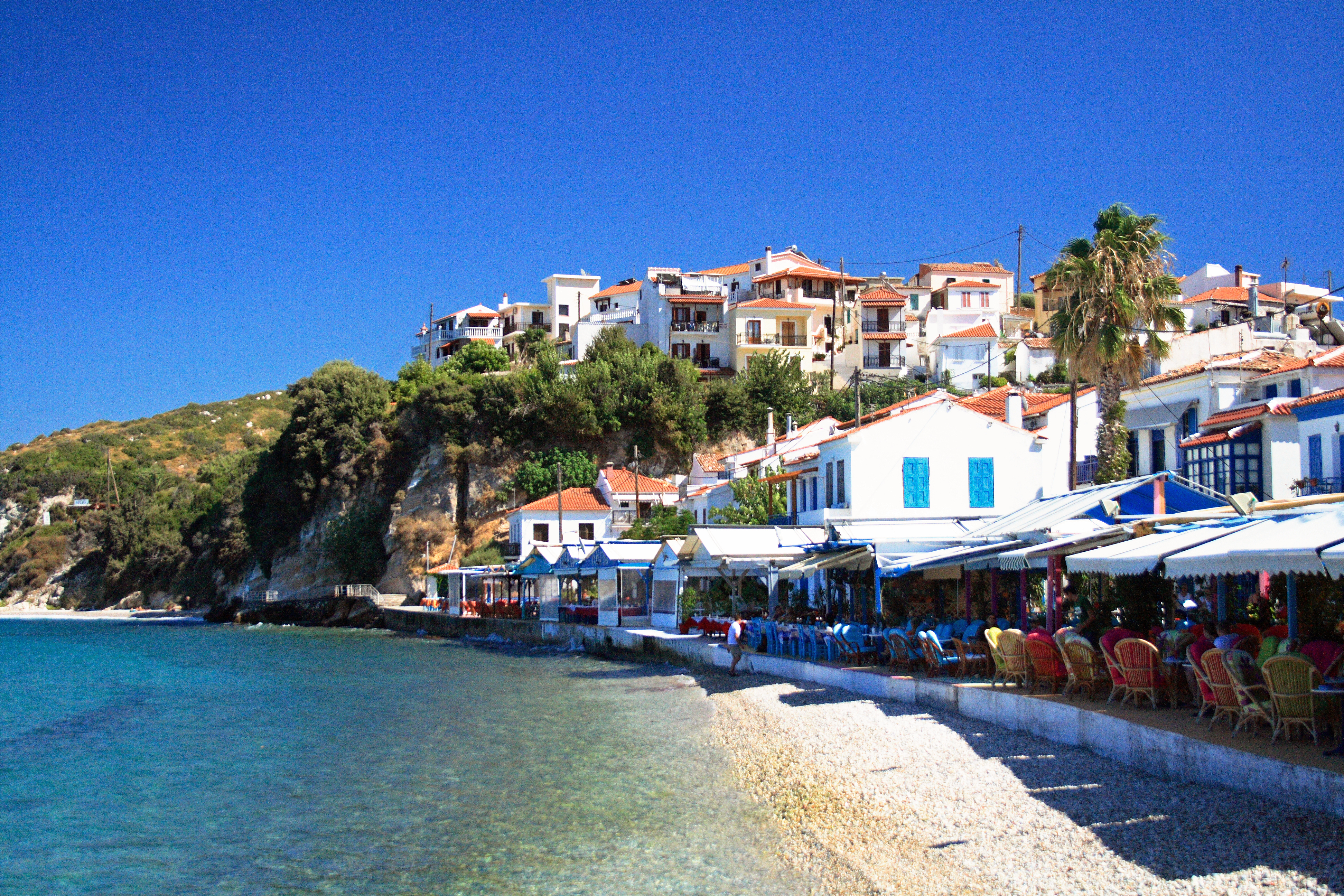
Kokkari

## Historia

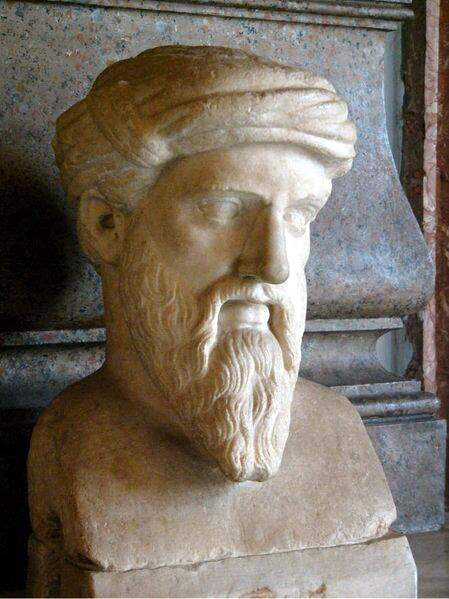
Pythagoras byst.

Filosofen Pythagoras, epikern Choirilos och astronomen Aristarchos kom från ön, skalderna Ibykos och Anakreon vistades där vid Polykrates hov, och fabeldiktaren Aisopos och historikern Herodotos var viss tid verksamma där. Under antiken var ön en av de mäktigaste staterna i det joniska förbundet.

### Äldsta tiden
Samos har bebotts sedan 2000-talet f.Kr. Ön var tätbebodd med många byar och tempel. Enligt sägnen beboddes Samos i äldsta tider av karer och leleger, men den befolkades på 1000-talet f.Kr. av joner från Epidauros i Argolis, och var en av de mäktigaste staterna i det asiatiska Jonien. Tack vare handeln blomstrade staten snart, och samierna gick i spetsen för övriga greker vad gäller utvecklingen av sjöfarten. Ön regerades först av kungar, som ledde sin härkomst från herakliden Prokles, men senare följde en aristokratisk, och därefter en demokratisk regim.
Öns storhetstid ägde rum under 500-talet f.Kr., huvudsakligen när tyrannen Polykrates hade makten mellan 538 f.Kr. och 522 f.Kr. De flesta av öarna utanför Joniens kust var då under Samos ägo, och ön hade stora rikedomar. Under Polykrates styre smyckades i synnerhet huvudstaden, som också hette Samos, med flera praktfulla byggnader. Mest känt var det stora Heratemplet utanför staden, men flera andra byggnader var också vida berömda, bland annat Eupalinos tunnel, en vattenledning som ledde genom en tunnel under ett berg, samt en hamnfördämning och Pythagoreions stadsmurar. Samos grundade under denna tid också flera kolonier. År 522 f.Kr. korsfästes Polykrates av perserna, varefter ön under lång tid föll under deras styre. Därefter styrdes Samos mestadels av persiska lydfurstar, tills det efter grekernas seger vid slaget vid Mykale 479 f.Kr. återfick sin självständighet och anslöt sig till attiska sjöförbundet.

### Krig och uppror
I början tillät Aten samierna att behålla en aristokratisk författning, men år 440 f.Kr. hamnade ön i strid med Miletos och vädjade till Aten om hjälp. Atenaren Perikles stödde dock Miletos, och Samos gjorde uppror. Perikles seglade då dit med en flotta för att avsätta dess oligarkiska regering och i stället insätta en demokratisk. Sparta hotade att blanda sig i det hela, men vid ett möte med det peloponnesiska förbundets medlemmar röstade dess medlemmar mot att intervenera å Samos vägnar mot Aten, och Perikles kunde underkuva ön.
Vid Peloponnesiska krigets slut 404 f.Kr. lösrycktes den från Aten, men återinträdde efter slaget vid Knidos år 394 f.Kr. för någon tid i det nybildade attiska vapenförbundet. För en tid lösgjorde sig ön åter från Aten, men år 365 f.Kr. erövrades den av den attiske fältherren Timotheos, som förjagade befolkningen och i stället lät flytta in attiska klerucher. Först efter Alexander den stores död 323 f.Kr. återgavs Samos till samierna av Perdikkas. År 318 f.Kr. fick atenarna åter tillbaka Samos, men det tycks snart därefter åter ha blivit självständigt. Någon gång under denna tid skall historikern och författaren Douris av Samos ha styrt ön som en tyrann, men det är osäkert när och hur länge. Under någon tid hörde det sedan under Egypten och kämpade med Antiochos den store och Mithridates mot romarna, men led stora förluster och införlivades år 129 f.Kr. med Romarriket och 84 f.Kr. med den romerska provinsen Asia. År 58 e.Kr. försökte aposteln Paulus sprida kristendomen till ön.

### Senare tid
Under medeltiden stod Samos först under bysantinskt välde fram till 1204, följt av grekiska och västeuropeiska makthavare och därefter under Republiken Genua (1304-1329 och 1346-1475). Den tillhörde därefter det osmanska riket. Under en lång tid utsattes ön för plundringar av olika grupper; redan under 100-talet e.Kr. plundrade romarna med sig stora delar av öns rikedomar till Rom. Plundringarna fortsattes av bland annat turkar, araber och sjörövare. Dessa var så omfattande att ön blev obeboelig och således obebodd från 1475 och hundra år framåt. År 1562 beboddes ön återigen då ett samhälle grundades av Osmanska riket, som hade erövrat ön 1550.
Samos tog del i det grekiska frihetskriget från 1821, och 1824 vann grekerna under Konstantin Kanaris ett slag över turkarna vid Samos. När Grekland blev självständigt år 1830 inräknades emellertid inte Samos i detta. I stället intog det 11 december 1832 under garanti av Frankrike, England och Ryssland en särställning som ett till Osmanska riket skattskyldigt furstendöme med egen förvaltning under en av sultanen utnämnd furste av grekisk nationalitet. I styrelsen biträddes fursten av en "senat" av fyra medlemmar, valda av honom bland åtta av öns fyra distrikt (Vathy, Chora, Marathokambo och Karlovasi) föreslagna personer. Lagstiftningen tillhörde en representation av 36 medlemmar med metropoliten som talman. Under Tripoliskriget angreps Samos 1912 av två italienska krigsskepp, som bombarderade huvudstaden och förjagade den turkiska besättningen, varefter samierna proklamerade sin anslutning till kungariket Grekland. Vid Lausannefreden 1923 fastställdes det att Grekland fick behålla ön.
Under andra världskriget ockuperades Samos av Italien, som i maj 1941 utan motstånd landsatte en division på ön. Snart bildades dock en motståndsrörelse, och när Italien kapitulerade i september 1943 landsteg en allierad styrka på ön och befriade den. Den 17 november 1943 bombarderades dock huvudstaden av tyskt flygvapen, och den 21 november ockuperade Tyskland ön, efter det att brittiska och grekiska trupper, samt flertalet av öns invånare, evakuerats av Royal Navy. Ön stod därefter under tyskt välde i ett år till. Efter krigsslutet började så det grekiska inbördeskriget (1946-1949), som tärde hårt på Samos. Många av öns invånare lämnade därför ön och bosatte sig utomlands, särskilt i USA och Australien. På 1950-talet började man återuppbygga Samos, och från 1970-talet blev ön allt mer turistanpassad.
Den 3 augusti 1989 kraschade ett flygplan av typen Short 330 från Olympic Airlines in i berget Kerkis på 1 210 meters höjd under dagtid, på grund av dimma. Alla på planet, tre i besättningen och 31 passagerare, dog.

## Sevärdheter

### Eupalinos tunnel

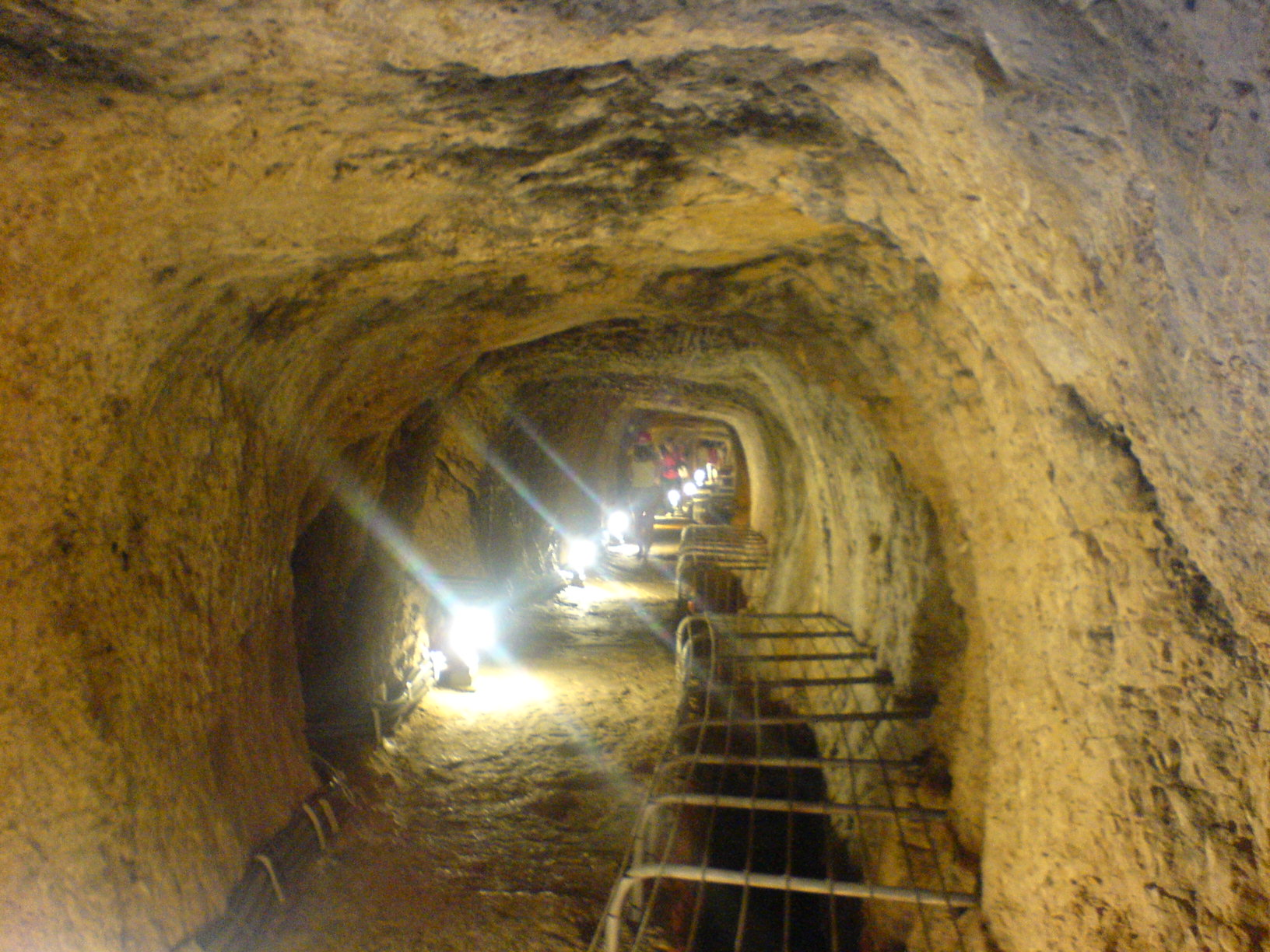
Inuti Eupalinos tunnel.

Eupalinos tunnel ligger på berget Kastris bergssluttningar, väster om Pythagorion. Tunneln, som byggdes för att försörja Pythagorion med vatten, och är genom det, då den byggdes på 530-talet f.Kr., det första europeiska försöket att göra så, och konstruerades av ingenjören Eupalinos från Megara, på beställning av Polykrates. Den ingår i dag i världsarvet Pythagoreion och Heraion på Samos. Tunneln är 1 026 meter lång, och var genom berget sammankopplad med Aghiadeskällan i Mytilinibergen. Den första biten är mycket trång, vartefter den utvidgar sig till större grottor. Hela tunneln är inte öppen för allmänheten.
Byggnationen påbörjades från bägge håll, och sammanmöttes i mitten med enbart en liten förskjutning i takhöjden. Den byggdes med enkla redskap och mätinstrument, och räknas som ett av antikens främsta byggnadsverk.

### Heraion på Samos

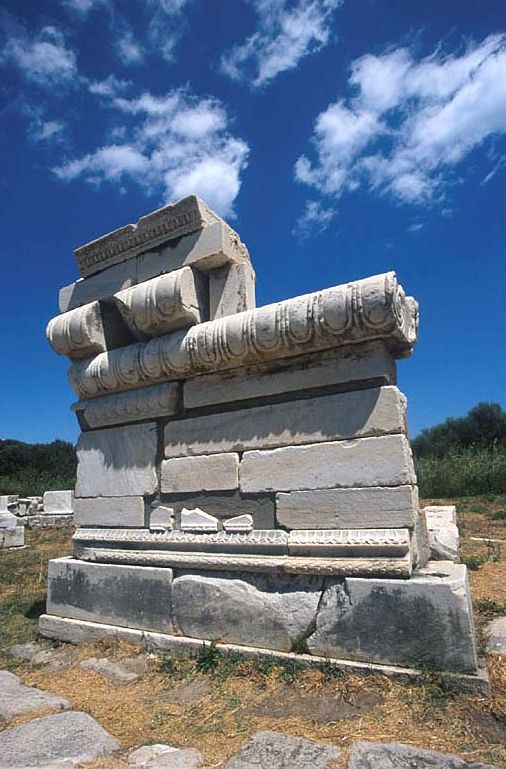
Heraion på Samos

Heraion på Samos är ett tempel av sorten heraion som är helgat åt den grekiska gudinnan Hera. 1992 upptogs området tillsammans med Pythagoreion på världsarvslistan. Enligt den grekiska mytologin träffade Hera, som var född på ön, sin man Zeus vid floden Imvrassos, varvid man uppförde templet. Det antika templet var bland de största i Grekland, och var 100 meter långt, 54 meter brett och 25 meter högt. Det fanns då 133 pelare, av vilken en återstår i dag. Under 800-talet uppfördes templet, som var det första med kolonner runt hela.
Det ersattes under 700-talet f.Kr. av ett nytt tempel som var först med att ha dubbla rader av kolonner på templets framsida. 570 f.Kr. började man bygga ett än större tempel, som arkitekten Rhoikos och hans son Theodoros stod för, och var en blandning mellan jonisk och dorisk arkitekturstil. Gudabilder präglade templets väggar. Detta tempel var 45 meter brett och 80 meter långt med minst 100 kolonner. Mellan templet och Pythagorion gick en väg av marmor som var över 4 880 meter lång, och som byggdes på 700-talet f.Kr., och var kantat av många byggnader och statyer.

### Panagia Spiliani
Panagia Spiliani, även kallat Spilianklostret ligger på 125 meters höjd på bergssluttningen nedanför Eupalinos tunnel. Klostret består av en kyrka och ett kloster för munkar, samt en grotta innehållande ett madonnakapell med en avbild av Jungfru Maria. Forskare tror efter vittnesmål från dåtida filosofer att Pythagoras studerade filosofi i grottan. Under Bysantinska riket användes den som en helig kristen plats, troligtvis använd av munkar. Grottan har haft ett spirituellt inflytande på Pythagorions invånare. Ljus som har skymtats av sjömän under nattliga färder har förklarats som Jungfru Marias åstadkommelse, och Joseph Georgeirini, Samos ärkebiskop på 1600-talets senare hälft, skrev att samierna visar stor vördnad för grottan och att de tror att många mirakel äger rum där. Grottan är åtta till 15 meter bred och en och en halv till fyra meter hög.
Nedanför klostret ligger en amfiteater som är nedgången, men som restaureringsprojekt har påbörjats på. Från klostret syns det som är kvar från stadens antika stadsmur som byggdes under 300-talet f.Kr. och som var 6,5 km lång med 35 torn och 12 portar.

## Näringsliv
Jordbruk, handel och turism är Samos huvudsakliga näringar. Ön räknas som det främsta handels- och kulturcentret bland Egeiska öarna, och man odlar vindruvor, bomull, oliver, tobak och fikon. Vin, olivolja, frukt, timmer är andra områden som är viktiga för näringen. Fiske var tidigare en viktig näring, men på grund av överfiske och konflikter med Turkiet om fiskerättigheter i Egeiska havet fångas nu lite fisk i farvattnen runt Samos. En viktig industri är tillverkandet av båtar, både jakter, motorbarkasser och fiskebåtar.Turismen är betydande.

### Turism
Samos är en ö som är populär bland utländska turister, som ofta är där på charter. Högsäsongen äger rum mellan juli och augusti, men turister kommer till ön i huvudsak från april till oktober. På Samos finns två världsarv, Pythagoreion samt Heraion på Samos. Eupalinos tunnel är ett annat populärt turistmål. Ön har många stränder. Framförallt på öns södra och östra delar är turismen påtaglig. Flera charterföretag, såsom Apollo, åker till ön.

### Utbildning
I Karlovasi finns Egeiska universitetet representerat med tre naturvetenskapliga avdelningar; matematik, informations- och kommunikationssystemteknik samt statistisk och försäkringsfinansiell matematik. Universitetet har ungefär 2 000 studenter.

## Kultur
Från att ursprungligen mestadels ha arbetat för att överleva dagen, har invånarna på Samos utvecklat en rik kultur och tradition. Ön är bland annat känt för sitt vin, sin tobaksindustri och sin keramik, som gjordes på öns lera. Många av samiernas traditioner har bibehållits, såsom traditionella sånger och danser, gamla dikter, fester samt kiskekiou, en maträtt som äts efter den heliga liturgin. Det finns i dag flera organisationer och personer som arbetar för att samla in och bevara öns kultur.

### Mat och dryck

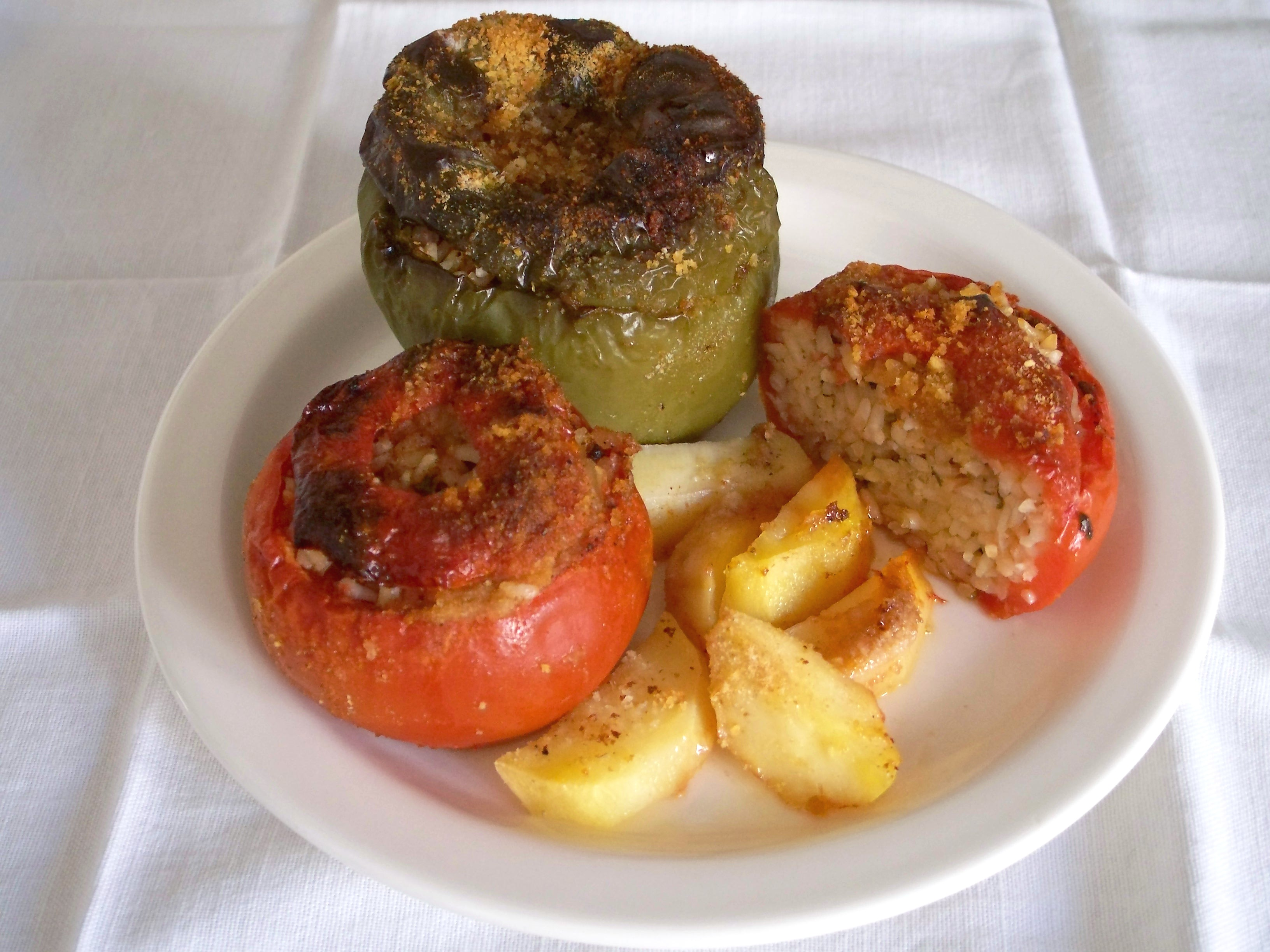
Gemista

Maten på Samos är influerat av de olika folk, både från Grekland och Mindre Asien, som genom historien har bebott ön. Öns agrikulturella produkter har påverkat köket likaså, tillsammans med fisk på grund av öns läge mitt i ett hav. Yemista (eller gemista) är en typisk specialitet från Samos, som består av ugnsbakade fyllda grönsaker såsom paprika, med en risfyllning. Kryddor som basilika, körvel och oregano används för att krydda risfyllningen. En lokal paj består av pajskal med en gröt av mjöl och vatten. Resterna från pajen kan man sedan göra pannkakor på som serveras med honung. Köttet grillas ofta.
Brödet har traditionellt serverats till de flesta rätter. Brödbakandet utfördes av kvinnorna som i sin tur lärde sina döttrar, och männen skördade vetet eller kornet, som användes till brödet. Jäsmedlet till brödet tillverkades av prästen under gudstjänsten till Stavroproskiniseos-högtiden. En oke (ett ottomanskt mått; 1,282 kg) mjöl siktades i en bunke vari ett kors doppades. Han tog sedan upp mjölet, och lät det mjöl som följt med korset upp falla ner i bunken igen. Vid liturgins slut hälldes heligt vatten ner tills blandningen blev vattnig, och den gavs till kvinnan. Varje kväll blandade hon blandningen med lite mjöl och lät det jäsa över natten.
Vinet som odlas på Samos bär samma namn som ön och är ett av Greklands mest berömda viner. Av druvsorten Muscat Blanc à Petit Grains producerar man ett sött vitt vin, vilket Dionysos enligt legenden skall ha givit receptet till. Det används i katolska kyrkor som vin till nattvarden. Drycken souma dricks på ön.

### Musik
Den första samlingen av traditionella samiska sånger publicerades av Regal Press 1887, och fanns i samiern Epaminonda Stamatiadis (en lokal bildad man, född 1835, död 1901) verk Samiaka. I verket, som består av fem volymer, och där den sista volymen beskriver Samos kultur, beskriver han den samiska kulturen, och sångerna finns nedskrivna i tabulaturer. Där framgår även vilka danser som dansades till musiken, och vilka musikinstrument som användes. Exempel på danser som nämndes är samiotikos, plataniotikos, smyrnios, syrtos eller politikos, pousta och nisiotikos.  Med grundandet av Malagariou Hieratic School började kyrklig musik läras ut systematiskt och mot 1800-talets slut byggdes på grund av stadsutvecklingen två filharmoniska skolor i Vathy och Karlovasi. I ett annat verk, av Nikolaos Dimitrou, beskrivs de musikaliska aktiviteter, instrument och allmänna musiktraditioner som finns på Samos. Under 1900-talet fortsatte insamlandet av sånger i flera publikationer, om än dock inte lika systematiskt som i Stamatiadis verk.
När Samos inkorporerades i Grekland 1912 började man följa den grekiska musiktraditionen, och influerades av rembetiko, country, folkmusik, såväl som utländsk musik som strömmade genom radio. Under 1950-talet började allt fler festivaler dyka upp med många olika musikstilar. Säckpipan hade länge varit ett traditionellt samiskt instrument, och använts emellanåt ensamt som ackompanjemang till sång. Användandet av instrumentet sjönk under 1900-talet, när andra instrument började bli vanligare, och idag används den mest vid bröllop. Den samiska säckpipan bestod av sex hål, av vilka fem satt på den högra pipan och en till vänster. På många andra grekiska öar användes istället tio hål. Från 1960-talet och framåt minskade antalet festivaler och traditionella instrument medan de första nattklubbarna öppnade. Användandet av traditionella instrument har fortsatt minska.
Flera olika sorters instrument har präglat den samiska musikkulturen. Santuren kom till ön från Mindre Asien. Instrumentet var mycket vanligt fram till 1900-talets första hälft, men har därefter använts mindre och i dag tros tre samier behärska instrumentet. Fotigga eller piniavli var ett annat vanligt instrument, som är en slags flöjt som består av en flöjtpipa, som görs av brons eller koppar, och som är runt 30 centimeter lång och öppen på båda sidor. Flöjten har sex hål på framsidan och ett på baksidan, alla separerade med ett fingers avstånd. Fiolen användes fram till 1980-talet då de sista fiolspelarna slutade spela. Istället blev gitarren väldigt vanlig, och ett band kunde bestå av tre gitarrister. Den kom från Mindre Asien runt 1910-talet till ön. Bleckblåsinstrument var vanligt förekommande mellan 1890, då de introducerades från Mindre Asien, och 1960-talet, då man istället började använda mikrofoner och förstärkare för att få högre ljud. Dragspelet var vanligt på ön från 1950-talet, men blev senare ofta utbytt mot harmonium. Det första harmoniet skall ha varit av märket farfisa och ha tagits till ön från Aten 1971. Klarinetter har åtnjutit viss popularitet, speciellt i folkmusikband.

## Urval av noterbara personer
Följande personer föddes på Samos:
- Matematikern Pythagoras
- Filosofen Epikuros.
- Tyrannen Polykrates.
- Amiralen Melissos från Samos
- Astronomen Aristarchos
- Konstnären Agatharchos